# Mistrovství Evropy v rychlobruslení 2011
Mistrovství Evropy v rychlobruslení 2011 se konalo ve dnech 7. až 9. ledna 2011 na otevřené rychlobruslařské dráze Arena Ritten v italském Klobensteinu, které je součástí obce Ritten. Jednalo se o 22. společné mistrovství Evropy a celkově o 36. evropský ženský šampionát a 105. mistrovství Evropy pro muže. Z předchozího šampionátu obhajovala titul pouze Češka Martina Sáblíková, Nizozemec Sven Kramer celou sezónu kvůli zranění vynechal.
V Klobensteinu obhájila titul Martina Sáblíková a stala se potřetí mistryní Evropy. Mezi muži poprvé zvítězil Rus Ivan Skobrev.
Kromě Martiny Sáblíkové se závodů v Klobensteinu z českých závodníků zúčastnili taky Karolína Erbanová, Kateřina Novotná (short trackařka, pro niž to byla závodní premiéra na velkém závodě v klasickém rychlobruslení) a Milan Sáblík.
| Program                | Program                            | Program                               |
| ---------------------- | ---------------------------------- | ------------------------------------- |
| 7. ledna               | 8. ledna                           | 9. ledna                              |
| 500 m muži 5000 m muži | 500 m ženy 3000 m ženy 1500 m muži | 1500 m ženy 5000 m ženy 10 000 m muži |

## Muži
Mužského mistrovství Evropy se zúčastnilo celkem 29 závodníků z následujících zemí: Nizozemsko (4), Norsko (3), Polsko (3), Itálie (3), Rusko (2), Švédsko (2), Německo (2), Francie (2), Lotyšsko (1), Bělorusko (1), Česko (1), Finsko (1), Belgie (1), Švýcarsko (1), Rakousko (1), Rumunsko (1).
Závodníci na prvních 15 příčkách zajistili pro své země odpovídající počet míst pro start na Mistrovství světa ve víceboji 2011.
| Pořadí           | Jméno                 | Země       | 500 m       | 5000 m        | 1500 m        | 10 000 m       | Počet bodů |
| ---------------- | --------------------- | ---------- | ----------- | ------------- | ------------- | -------------- | ---------- |
| Zlatá medaile    | Ivan Skobrev          | Rusko      | 36,67 (5.)  | 6:30,01 (1.)  | 1:52,52 (2.)  | 13:39,80 (1.)  | 154,167    |
| Stříbrná medaile | Jan Blokhuijsen       | Nizozemsko | 36,33 (2.)  | 6:32,21 (4.)  | 1:52,95 (5.)  | 13:41,44 (3.)  | 154,273    |
| Bronzová medaile | Koen Verweij          | Nizozemsko | 36,56 (3.)  | 6:30,49 (2.)  | 1:53,07 (6.)  | 13:47,79 (4.)  | 154,688    |
| 4.               | Wouter olde Heuvel    | Nizozemsko | 37,12 (9.)  | 6:31,14 (3.)  | 1:52,72 (3.)  | 13:40,18 (2.)  | 154,816    |
| 5.               | Håvard Bøkko          | Norsko     | 36,65 (4.)  | 6:32,70 (5.)  | 1:52,12 (1.)  | 13:51,16 (5.)  | 154,851    |
| 6.               | Sverre Lunde Pedersen | Norsko     | 37,17 (10.) | 6:38,12 (7.)  | 1:53,85 (8.)  | 14:16,16 (6.)  | 157,495    |
| 7.               | Alexis Contin         | Francie    | 37,76 (17.) | 6:39,08 (8.)  | 1:53,99 (9.)  | 14:16,62 (7.)  | 158,495    |
| 8.               | Konrad Niedźwiedzki   | Polsko     | 36,04 (1.)  | 6:54,67 (17.) | 1:54,06 (12.) | 14:30,75 (10.) | 159,064    |
| 9.               | Pavel Bajnov          | Rusko      | 36,96 (6.)  | 6:49,74 (15.) | 1:53,76 (7.)  | 14:25,72 (9.)  | 159,140    |
| 10.              | Henrik Christiansen   | Norsko     | 38,20 (22.) | 6:41,21 (9.)  | 1:54,62 (14.) | 14:17,24 (8.)  | 159,389    |
| 11.              | Renz Rotteveel        | Nizozemsko | 37,37 (13.) | 6:37,51 (6.)  | 1:55,90 (23.) | 14:33,83 (11.) | 159,445    |
| 12.              | Enrico Fabris         | Itálie     | 37,23 (11.) | 6:43,06 (10.) | 1:54,69 (16.) | ods.           | 115,766    |
| 13.              | Zbigniew Bródka       | Polsko     | 37,05 (8.)  | 6:56,02 (20.) | 1:52,89 (4.)  | —              | 116,282    |
| 14.              | Robert Lehmann        | Německo    | 37,28 (12.) | 6:48,57 (13.) | 1:55,18 (21.) | —              | 116,530    |
| 15.              | Joel Eriksson         | Švédsko    | 36,98 (7.)  | 6:55,11 (19.) | 1:54,14 (13.) | —              | 116,537    |
| 16.              | Haralds Silovs        | Lotyšsko   | 37,38 (14.) | 6:48,64 (14.) | 1:55,03 (20.) | —              | 116,587    |
| 17.              | Luca Stefani          | Itálie     | 37,79 (19.) | 6:47,71 (11.) | 1:54,83 (17.) | —              | 116,837    |
| 18.              | Roland Cieślak        | Polsko     | 38,02 (21.) | 6:51,85 (16.) | 1:54,83 (17.) | —              | 117,481    |
| 19.              | Bart Swings           | Belgie     | 38,97 (26.) | 6:48,09 (12.) | 1:53,99 (9.)  | —              | 117,775    |
| 20.              | Vitalij Michajlov     | Bělorusko  | 37,43 (15.) | 7:00,63 (25.) | 1:54,88 (19.) | —              | 117,786    |
| 21.              | Tobias Schneider      | Německo    | 37,81 (20.) | 6:57,58 (21.) | 1:54,68 (15.) | —              | 117,794    |
| 22.              | Milan Sáblík          | Česko      | 37,75 (16.) | 6:58,24 (23.) | 1:55,30 (22.) | —              | 118,007    |
| 23.              | Benjamin Macé         | Francie    | 38,46 (24.) | 6:59,31 (24.) | 1:54,05 (11.) | —              | 118,407    |
| 24.              | Marco Cignini         | Itálie     | 38,45 (23.) | 6:55,04 (18.) | 1:56,96 (24.) | —              | 118,940    |
| 25.              | Roger Schneider       | Švýcarsko  | 39,32 (27.) | 6:57,60 (22.) | —             | —              | 81,080     |
| 26.              | Daniel Friberg        | Švédsko    | 37,76 (17.) | 7:13,82 (28.) | —             | —              | 81,142     |
| 27.              | Christian Pichler     | Rakousko   | 39,36 (28.) | 7:02,42 (27.) | —             | —              | 81,602     |
| 28.              | Marian Christian Ion  | Rumunsko   | 39,59 (29.) | 7:01,23 (26.) | —             | —              | 81,713     |
| 29.              | Niko Räsänen          | Finsko     | 38,92 (25.) | 7:24,57 (29.) | —             | —              | 83,377     |

## Ženy
Ženského mistrovství Evropy se zúčastnilo celkem 23 závodnic z následujících zemí: Nizozemsko (4), Německo (3), Norsko (3), Polsko (3), Rusko (3), Česko (3), Bělorusko (1), Dánsko (1), Maďarsko (1), Rakousko (1).
Závodnice na prvních 14 příčkách zajistily pro své země odpovídající počet míst pro start na Mistrovství světa ve víceboji 2011.
| Pořadí           | Jméno                     | Země       | 500 m          | 3000 m        | 1500 m        | 5000 m        | Počet bodů |
| ---------------- | ------------------------- | ---------- | -------------- | ------------- | ------------- | ------------- | ---------- |
| Zlatá medaile    | Martina Sáblíková         | Česko      | 40,31 (5.)     | 4:11,36 (1.)  | 2:00,37 (2.)  | 7:07,78 (1.)  | 165,104    |
| Stříbrná medaile | Ireen Wüstová             | Nizozemsko | 40,49 (6.)     | 4:13,40 (2.)  | 1:59,61 (1.)  | 7:18,70 (2.)  | 166,463    |
| Bronzová medaile | Marrit Leenstraová        | Nizozemsko | 39,98 (2.)     | 4:17,66 (3.)  | 2:00,95 (3.)  | 7:28,06 (6.)  | 168,045    |
| 4.               | Diane Valkenburgová       | Nizozemsko | 41,05 (10.)    | 4:19,51 (4.)  | 2:01,49 (4.)  | 7:24,69 (3.)  | 169,266    |
| 5.               | Jorien Voorhuisová        | Nizozemsko | 40,56 (7.)     | 4:21,04 (6.)  | 2:02,04 (5.)  | 7:28,48 (7.)  | 169,594    |
| 6.               | Jekatěrina Lobyševová     | Rusko      | 40,13 (3.)     | 4:24,08 (8.)  | 2:02,70 (6.)  | 7:36,44 (10.) | 170,687    |
| 7.               | Mari Hemmerová            | Norsko     | 41,71 (14.)    | 4:20,95 (5.)  | 2:05,86 (14.) | 7:26,62 (4.)  | 171,816    |
| 8.               | Luiza Złotkowská          | Polsko     | 41,20 (12.)    | 4:25,15 (12.) | 2:05,43 (11.) | 7:31,49 (8.)  | 172,350    |
| 9.               | Ida Njåtunová             | Norsko     | 40,75 (9.)     | 4:24,29 (10.) | 2:05,45 (12.) | 7:35,37 (9.)  | 172,151    |
| 10.              | Karolína Erbanová         | Česko      | 39,29 (1.)     | 4:31,54 (19.) | 2:03,88 (7.)  | 7:56,37 (12.) | 173,476    |
| 11.              | Anna Rokitová             | Rakousko   | 41,98 (15.)    | 4:23,21 (7.)  | 2:09,82 (19.) | 7:27,40 (5.)  | 173,861    |
| 12.              | Julija Skokovová          | Rusko      | 40,27 (4.)     | 4:31,43 (18.) | 2:04,05 (8.)  | 7:53,77 (11.) | 174,237    |
| 13.              | Hege Bøkková              | Norsko     | 40,56 (7.)     | 4:30,13 (17.) | 2:04,85 (10.) | —             | 127,197    |
| 14.              | Isabell Ostová            | Německo    | 42,16 (18.)    | 4:24,98 (11.) | 2:05,58 (13.) | —             | 128,183    |
| 15.              | Jennifer Bayová           | Německo    | 42,08 (17.)    | 4:24,15 (9.)  | 2:07,01 (16.) | —             | 128,441    |
| 16.              | Karolina Domanská-Ksytová | Polsko     | 41,52 (13.)    | 4:32,93 (20.) | 2:06,90 (15.) | —             | 129,308    |
| 17.              | Natalia Czerwonková       | Polsko     | 41,15 (11.)    | 4:29,46 (14.) | 2:10,04 (20.) | —             | 129,406    |
| 18.              | Bente Krausová            | Německo    | 43,20 (21.)    | 4:29,49 (15.) | 2:09,10 (18.) | —             | 131,148    |
| 19.              | Kateřina Novotná          | Česko      | 42,27 (20.)    | 4:36,09 (21.) | 2:09,00 (17.) | —             | 131,285    |
| 20.              | Taťjana Michajlovová      | Bělorusko  | 41,98 (15.)    | 4:38,82 (22.) | 2:10,17 (21.) | —             | 131,840    |
| 21.              | Cathrine Grageová         | Dánsko     | 44,55 (22.)    | 4:28,66 (13.) | 2:12,30 (22.) | —             | 133,426    |
| 22.              | Ágota Tóthová             | Maďarsko   | 42,25 (19.)    | 4:43,83 (23.) | 2:15,28 (23.) | —             | 134,648    |
| 23.              | Jekatěrina Šichovová      | Rusko      | 1:02,73* (23.) | 4:29,59 (16.) | 2:04,40 (9.)  | —             | 149,127    |

* pád